# Бахлулзаде Саттар Бахлул-огли

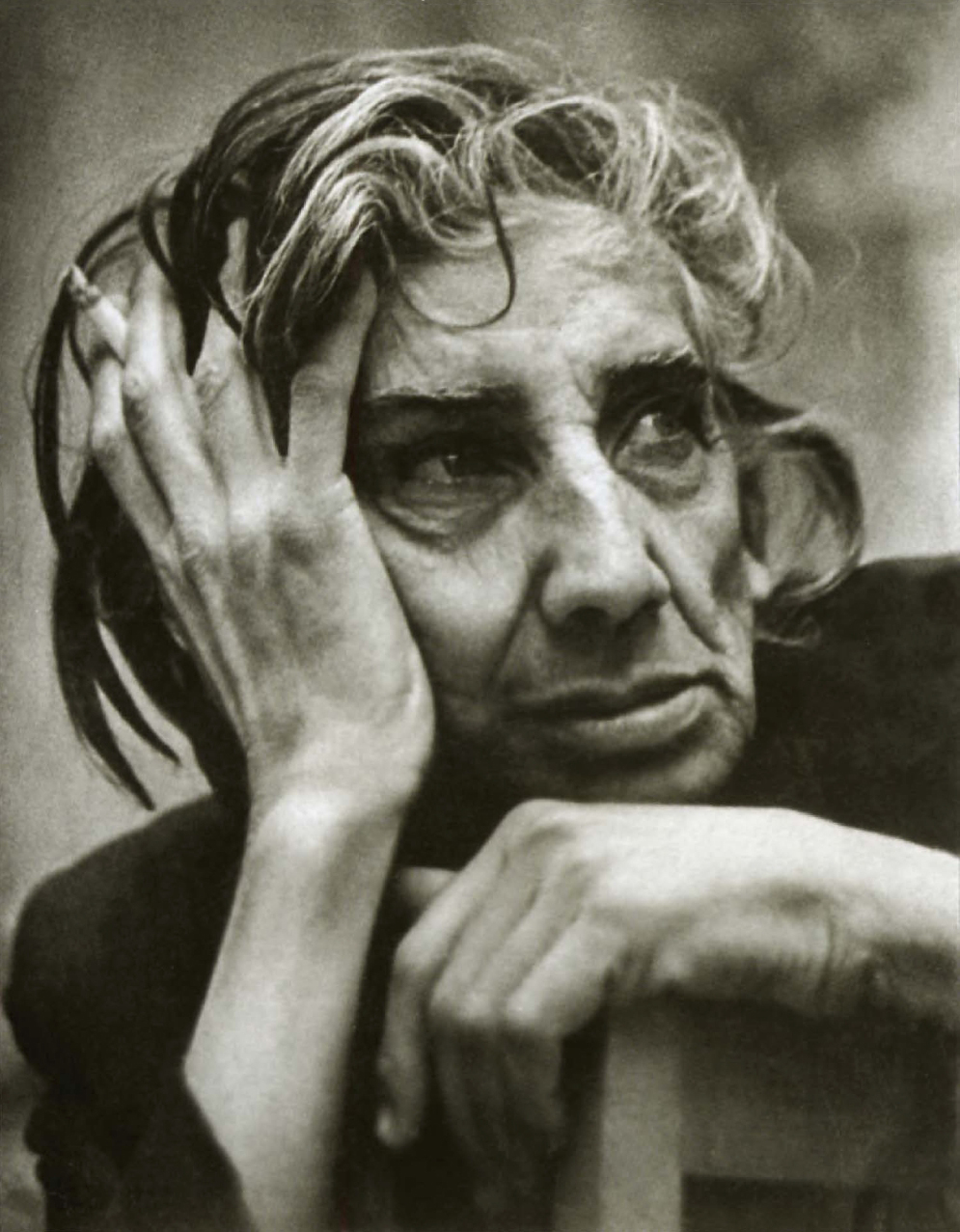

Саттар Бахлул огли Бахлулзаде (азерб. Səttar Bəhlul oğlu Bəhlulzadə / Сәттар Бәһлул оғлу Бәһлулзадә; 15 грудня 1909, Амірджан, нині в межах Баку — 14 жовтня 1974, Москва, похований в рідному селищі Амірджан) — азербайджанський  радянський живописець XX століттяа, відомий в основному своїми великими ліричними краєвидами, що оспівують  природу Азербайджана, Заслужений діяч мистецтв Азербайджанської РСР (1960), Народний художник Азербайджанської РСР (1963), лауреат Державної премії Азербайджанської РСР (1972). Нагороджений двома  орденами Трудового Червоного Прапора (1959, 1969).
Навчався в Азербайджанському художньому технікумі (1927 — 1931) і в  Московському художньому інституті (1933 — 1940) у  Володимира Фаворського і  Григорія Шегаль. Серед найбільш відомих картин художника «Долина Гудіалчай» (1953), «Вечір над Каспієм» (1959), «Мрія землі» (1963), «Весна моєї Батьківщини» (1967), «Земля Азербайджану» (1970), «Бузовна. Берег» (1972) — все в  Національному музеї мистецтв Азербайджану (Баку). Саттар Бахлулзаде вважається одним з основоположників сучасної азербайджанської пейзажного живопису , а також основоположником азербайджанського імпресіонізма, які зробили вагомий внесок у розвиток азербайджанського пейзажу  60-х —  70-х років.
Твори Бахлулзаде демонструвалися як на республіканських, всесоюзних, так і на персональних виставках, не тільки в Баку, але і в ряді інших міст світу. Значна частина його картин сьогодні зберігається в  Національному музеї мистецтв Азербайджану, де роботам художника присвячений окремий великий зал. Також картини Бахлулзаде зберігаються в музеях  Москви, Тбілісі, Єревана, Пекіна й інших міст.
Ім'я Саттара Бахлулзаде носить одна з вулиць міста Баку. У селищі Амірджан, де народився і провів більшу частину свого життя митець, відкрито будинок-музей, де виставлені особисті речі та репродукції картин художника. Над могилою Бахлулзаде в АМІРДЖАНОВ споруджено пам'ятник.

## Біографія

### Дитинство
Саттар Бахлулзаде народився 15 грудня 1909 в селі Амірджан неподалік від Баку (нині — селище в Сураханский районі Баку) в сім'ї Бахлула і окуме Бахлулзаде. Був третьою дитиною в сім'ї після двох старших сестер . Любов до малювання з'явилася у Саттара в ранньому дитинстві. Після того, як батько подарував йому кольорові олівці, Саттар малював все, що бачив навколо — свято Новруз з танцями Кёс-кёса, стрибки молодих хлопців через вогнища та ін.
З самого дитинства Саттара оточував світ мистецтва — різнокольорові килими, які ткали його мати і бабуся, а також унікальний керамічний і мідний посуд, ювелірні вироби, що передавалися з покоління в покоління. В оточенні зразків народної майстерності маленький Саттар став цікавитися мистецтвом. 
Мистецтвознавець  Расим Ефендієв  вважає, що пристрасть до мистецтва в Саттара Бахлулзаде пробудили саме перші дитячі враження: сільські свята, народні ігри, яскраві вбрання дівчат і хлопців, розцяцьковані народними майстрами різного роду предмети побуту, такі як дерев'яні різьблені ложки, розписні висококолесние гарби, різнокольорові скрині, різьблені іграшки, джораби (вовняні шкарпетки), прикрашені національним орнаментом .
З п'яти років Саттар малював, вирізав з паперу різних тварин. Скоро стіни будинку прикрасились його «роботами» .
У шкільні роки Саттар любив читати вірші Нізамі Гянджеві, Вагіфа, Хагані Ширвані, однак найбільше його надихала поезія Физули, герої його твору "Лейлі і Меджнун ". Він малював їх на обкладинках своїх зошитів і книжок. Вчителям подобалося творчість молодого художника.  «Тобі, Саттар, один шлях — в художники» , — говорили вони. Вчителем музики Саттара був видатний азербайджанський композитор Муслім Магомаєв, дід знаменитого радянського співака  Мусліма Магомаєва. У цій же школі Бахлулзаде вперше познайомився з історією, літературою, поезією Азербайджану.

### Навчання в технікумі. Початок творчості
Маючи величезне бажання творити, в 1927 у Саттар Бахлулзаде поступив в Азербайджанський художній технікум, де здобув початкову професійну художню освіту. У технікум Бахлулзаде надійшов за порадою своїх родичів, що жили в Баку . Ця школа існувала з 1920 а у вигляді центральної студії з вільними майстернями. В 1921 у вона була перетворена у Вищу державну художню школу, а в 1927 у — перейменована в Азербайджанський державний технікум (в 1938 у технікум був перетворений в Азербайджанське державне художнє училище з відкритим при ньому скульптурним відділенням) .
У технікумі Саттара опікав відомий на той час художник Азім Азімзаде. Хоча викладання малюнка в технікумі не було на високому рівні, Бахлулзаде звідти виніс особливу пристрасть до малюнка, цій основі майстерності художника . Закінчивши технікум в 1931 у , Саттар почав працювати під керівництвом  Азима Азімзаде в газеті «Комуніст» як художник-графік . 15 березня 1972 в одному зі своїх щоденників художник писав:
|  | У 1931 році я навчався в останньому класі художньої школи, тоді великий художник Азім Азімзаде прийшов у школу як директор. Він відвів мене до себе в газету «Комуніст» … Оригінальний текст (азерб.) Mən 1931-ci ildə rəssamlıq məktəbinin son sinfində oxuyurdum, onda böyük rəssamımız Əzim Əzimzadə məktəbə müdir gəlmişdi. O məni "Kommunist" qəzetinə, öz yanına işləməyə apardı ... |

У редакції газети Бахлулзаде пропрацював два роки (до 1933) . У 1931–1933 рр. були опубліковані перші  карикатури Бахлулзаде в цій газеті . Ці роботи носили здебільшого ілюстративний характер на відповідні теми критичних заміток і статей. Незважаючи на те, що Саттар Бахлулзаде працював у газеті не так довго, ці карикатури були першими творіннями художника.
Зустрічі з Азімов Азімзаде і їх спільне співробітництво в редакції газети «Комуніст» багато чому навчили Саттара Бахлулзаде. Пізніше Азімзаде і Бахлулзаде стали справжніми друзями. За власним визнанням Бахлулзаде, Азімзаде справив на нього «величезний духовний вплив». Він вперше розкрив перед молодим Бахлулзаде значення корисних сторін художніх творів. Змушуючи Бахлулзаде багато читати і разоварівая з ним, Азімзаде виховував смак Бахлулзаде, вчив тому, як можна «заставати життя зненацька», вивчати культуру свого народу .
Завдяки дружбі з Азімзаде Бахлулзаде став мріяти про вищу художню освіту. Влітку 1933 року він покинув редакцію газети і поїхав до Москви .